# Кузњица
Кузњица је археолошки локалитет праисторијског насеља, налази се на равном платоу узвишења Кузњица, око километар низводно од насеља Рудна Глава, са десне обале Шашке реке.
Локалитет има визуелни контакт са праисторијским рудником на Рудној Глави. Судећи према дистрибуцији керамичког материјала и фрагмената кућног лепа на ораницама, насеље је заузимало велику површину. На приступном путу узвишења констатован је је земљани, заштитни бедем. Према откривеном керамичком материјалу, реч је о вишеслојном насељу из бронзаног и гвозденог доба.